# Parti Socialiste Brabançon
Parti Socialiste Brabançon var en franskspråkig socialistisk grupp i Bryssel, bildad 1878.
1879 gick man samman med det Flamländska Socialistiska Arbetarpartiet och bildade Belgiens Socialistiska Parti (BSP).